# Весняненська сільська рада
| Весняненська сільська рада — колишній орган місцевого самоврядування у Слов'яносербському районі Луганської області з адміністративним центром у с. Весняне. Історична дата утворення: в 1987 році. |

## Населені пункти
Сільській раді були підпорядковані населені пункти:
- с. Весняне
- с. Бердянка
- с. Богданівка
- с. Зарічне
- с. Червоний Лиман

## Склад ради
Рада складалася з 14 депутатів та голови.

### Керівний склад ради
| ПІБ                         | Основні відомості                                                         | Дата обрання | Дата звільнення |
| --------------------------- | ------------------------------------------------------------------------- | ------------ | --------------- |
| Левченко Микола Миколайович | Сільський голова, 1949 року народження, освіта, безпартійний              | 26.03.2006   | 31.10.2010      |
| Шотік Олександр Олексійович | Сільський голова, 1962 року народження, освіта вища, член Партії регіонів | 31.10.2010   | 11.12.2011      |
| Марченко Тетяна Миколаївна  | Сільський голова, 1962 року народження, освіта вища, член Партії регіонів | 11.12.2011   |                 |

Примітка: таблиця складена за даними джерела